# 孔迈
孔迈（1919年9月—2008年2月21日），原名东平，谱名祥哲，男，籍貫廣東普寧
，生于荷属东印度苏门答腊棉兰市，中华人民共和国新闻工作者。孔子七十五代孙。

## 生平
孔迈祖籍山東曲阜，1919年9月生于印度尼西亚苏门答腊棉兰市。其父孔繁光下南洋谋生，因家焉。
1938年回国，同年进入抗日军政大学并加入中国共产党。曾任胶东《大众报》编委、特派记者，新威海日报社社长，新华通讯社第三野战军第九兵团分社社长。撰写了大量有关抗日战争和第二次国共内战的报道通讯和特写。
中华人民共和国成立后，历任新华社新德里、哈瓦那、东京分社社长，新华社外事部主任，中华人民共和国对外文化联络委员会宣传司司长，中华人民共和国广播电视部秘书长兼外事局局长，中华全国新闻工作者协会书记处书记，中国广播电视学会理事。孔迈所撰写的《我所认识的格瓦拉》是中国大陆同格瓦拉关系的最全面的一手资料。
2008年2月21日在北京病逝。

## 家庭
- 妻子  徐舟力
- 长女  徐也玲
- 长子  孔泉
- 次子  孔岩